# コズモポリス
『コズモポリス』（Cosmopolis）は、ドン・デリーロの小説である。スクリブナーより2003年4月14日に発売された。

## ストーリー
舞台は2000年4月のニューヨーク市マンハッタンで、コンピュータとインターネットが人間生活に広く浸透している。28歳の青年、相場アナリストのエリック・パッカーは若くして資産運用会社の経営で成功を収めた富豪である。超巨大リムジンの中でハイテクを駆使して仕事をこなし、また愛人たちとのセックスにふけっていた。ある日、エリックは床屋に行きたいと言い出し、リムジンで移動する。そんなとき彼のもとに暗殺者の脅威が忍び寄る。

## 映画化
カナダのデヴィッド・クローネンバーグ監督により映画化された。エリック・パッカーを演じるのはロバート・パティンソンである。2012年5月25日に第65回カンヌ国際映画祭でプレミア上映された。